# Lajas Adentro
Lajas Adentro es un corregimiento del distrito de San Félix localizado en el oriente de la provincia de Chiriquí, República de Panamá. La localidad tiene 741 habitantes (2010).

## Límites
Limita al norte con el corregimiento de San Félix, al sur con el océano Pacífico, al este con el corregimiento de Las Lajas (cabecera del distrito) y al oeste con el distrito de San Lorenzo.

## Comunidades
Está constituida por 5 comunidades más: Juan Vaca (las delicias), Lajas Adentro (centro), Higo Mocho (Nueva Florida), Bajo Jacoy y Altos de Nueva Florida (Calle de la ...)

## Festividades
- Fiestas patronales de Nuestra Señora de Santa Ana (26 de julio).
- Fundación del corregimiento (30 de marzo).